# Giovanni Battista De Gubernatis
Giovanni Battista De Gubernatis (Torino, 1774 – 23 marzo 1837) è stato un politico e incisore italiano.

## Biografia
Nel 1805, allora funzionario prefettizio del dipartimento del Po, si recò in viaggio a Parigi e tornato in Italia (1806), fu sottoprefetto a Parma.
Durante questo periodo si dedicò tanto alla repressione dei renitenti e alla fortificazione del servizio di leva quanto alla protezione di artisti come Paolo Toschi.
Trasferito a Orange, conobbe il letterato Vivant Denon, che gli consentì di farsi conoscere come artista nelle sale parigine, vincendo (1812) una medaglia d'oro per la miglior incisione.
Allontanatosi dopo il crollo napoleonico, si spostò a Parma, dove fu costretto ad autoesiliarsi essendo stato accusato di complotto (oggi pare a torto).
Nominato però Sottosegretario alle Finanze sotto Carlo Felice di Savoia, fu licenziato e poi riconfermato per essere licenziato definitivamente (1833) per sospetta delazione verso la Francia.
Amareggiato dagli insuccessi della vita, si ritirò dedicandosi solo all'arte.
Morì nel 1837, dopo un lungo declino. Dei suoi undici figlio si ricordano Teresa, pedagogista e insegnante, e Angelo, scrittore e linguista.